# Super (álbum)
Super (estilizado em letras maiúsculas) é o quarto álbum de estúdio do cantor brasileiro Jão, lançado em 14 de agosto de 2023, através da Universal Music. De acordo com o artista, o projeto encerra uma série de quatro álbuns guiados pelos quatro elementos — terra (Lobos, 2018), ar (Anti-Herói, 2019), água (Pirata, 2021) e fogo (Super). O disco foi desenvolvido e gravado entre 2021 e 2023 no estúdio Toca do Lobo, situado na cidade de São Paulo, sob a produção musical do próprio Jão juntamente com Zebu.
Musicalmente, Super é inspirado pelos gêneros pop e pop rock. "Me Lambe" e "Alinhamento Milenar" foram lançadas como singles do álbum. Obteve análises geralmente positivas de críticos musicais, com o G1 considerando como o melhor álbum de Jão. No Grammy Latino de 2024, foi indicado para Melhor Álbum Pop Contemporâneo em Língua Portuguesa, enquanto "Alinhamento Milenar" foi indicada para Melhor Canção em Língua Portuguesa. Comercialmente, Super quebrou o recorde de maior estreia por um álbum na história do Spotify Brasil. Para a divulgação do projeto, Jão embarcou na SuperTurnê em 2024. O álbum foi relançado como Supernova em 11 de junho de 2024.

## Antecedentes
Jão lançou seu terceiro álbum de estúdio, Pirata, em outubro de 2021. Ele recebeu sucesso crítico e comercial. No Grammy Latino de 2022, o álbum foi indicado para Melhor Álbum Pop Contemporâneo em Língua Portuguesa, e seu single "Idiota" foi indicado para Melhor Canção em Língua Portuguesa. Sua turnê de acompanhamento, a Turnê Pirata, ocorreu de março a dezembro de 2022 e arrecadou R$ 30 milhões.

## Composição

### Estrutura musical e conteúdo lírico
Em termos musicais, Super é um álbum derivado dos gêneros pop e pop rock. O disco também explora uma diversidade de outros estilos musicais, como rock, MPB, country e pop punk.
Formado por 14 faixas, o projeto começa "Escorpião", uma faixa de blues rock na qual Jão "assume uma personalidade abertamente vingativa e intensa". O título da canção é uma referência ao signo de escorpião. A segunda faixa, "Me Lambe", é uma canção de "folk rock alegre e lasciva, com sopros e algumas belas declarações românticas". "Gameboy" foi descrita como uma canção de synth-pop "que ecoa o som new romantic da década de 1980". "Alinhamento Milenar", a quarta faixa do álbum, é uma canção de rock, onde Jão "reflete sobre um amor raro, que não se encontra em qualquer esquina, e com o qual estabelece uma conexão intensa". Também possui referência a "Meninos e Meninas", faixa do terceiro álbum de Jão, Pirata (2021). A seguinte é "Lábia", uma canção de synth-pop. "Maria" é uma melancólica canção folk, na qual o cantor "está lendo uma carta de um amor que precisou partir". O último verso é cantado em inglês: "Maybe I wanna be a star". A sétima faixa é a balada country "Julho". Nela também contém referência a faixa "Acontece" do álbum Pirata. A sombria oitava faixa, "Eu Posso Ser como Você", é uma canção de pop punk. Apresenta o intérprete se assumindo infiel enquanto versa sobre lealdade e traição. Ela serve como uma resposta para "Eu Quero Ser como Você", canção do primeiro álbum de Jão, Lobos (2018). "Sinais" é uma canção de synth-pop. A letra aborda "expressões que brincam com o mítico e o espaço, nos guiando a uma possível interpretação de que os sinais a que se refere são fruto do sobrenatural". "Se o Problema Era Você, Por Que Doeu em Mim?" é uma faixa de synth rock, na qual Jão "lida com uma série de questionamentos a respeito de um amor que se foi". A décima primeira faixa, "Locadora", foi descrita como uma "doce canção de saudosismo pelos tempos do VHS e do desejo adolescente de liberdade". "Rádio" possui "clima anos 1950, com vocais doo-wop". "São Paulo, 2015" mescla pop rock com hip hop. A faixa de encerramento, "Super", foi descrita como "uma oração sertaneja com teclados de Legião Urbana".

## Lançamento e promoção

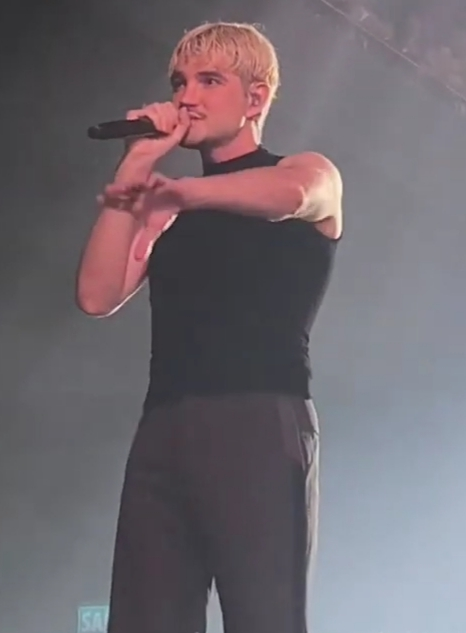
Jão durante um show da SuperTurnê em Florianópolis

Em 8 de agosto de 2023, Jão arquivou suas publicações no Instagram, além de atualizar seus perfis nas redes sociais com a cor vermelha. Algumas horas depois, o artista publicou uma carta aberta anunciando que seu quarto álbum se chamaria Super. Em 10 de agosto de 2023, ele anunciou a data de lançamento e divulgou o trailer do álbum. No dia seguinte, ele divulgou a capa e lista de faixas. Uma sessão de audição gratuita do álbum foi realizada por Jão no Ginásio do Ibirapuera, em São Paulo, no dia 13 de agosto de 2023. Super foi lançado digitalmente em 14 de agosto de 2023, pela Universal Music.
"Me Lambe" serve como o primeiro single do álbum, lançado junto com o álbum. Seu videoclipe dirigido por Pedro Tófani e Malu Alves foi lançado em 14 de setembro de 2023. A faixa alcançou a 48.ª posição na Billboard Brasil Hot 100. "Alinhamento Milenar" foi lançada como segundo single em 24 de janeiro de 2024, com um curta-metragem de acompanhamento.
Anunciada oficialmente em 16 de agosto de 2023, a SuperTurnê teve início em 20 de janeiro de 2024 no Allianz Parque, São Paulo, e terminou no mesmo local em 18 de janeiro de 2025. Jão especulou uma nova edição do álbum em 27 de março de 2024. Em 1 de junho de 2024, durante um show da SuperTurnê no Rio de Janeiro, ele oficialmente anunciou a reedição intitulada como Supernova, marcada como a edição "deluxe" do álbum original. A reedição foi lançada em 11 de junho de 2024. A edição padrão do álbum foi lançada fisicamente em CD em 31 de julho de 2024.

## Recepção da crítica
| Críticas profissionais        | Críticas profissionais |
| Avaliações da crítica         | Avaliações da crítica  |
| Fonte                         | Avaliação              |
| ----------------------------- | ---------------------- |
| Escutai                       | 85/100                 |
| G1                            | [ 14 ]                 |
| Tenho Mais Discos Que Amigos! | [ 12 ]                 |
| Tracklist                     | 9/10                   |

Silvio Essinger, do jornal O Globo, descreveu Super como "uma elaborada coleção de canções pop, cheio de melodias e de achados nas letras, e sem feats". O crítico destaca que o álbum aborda temas relacionados ao corpo e ao coração, com elementos de autobiografia como os de Taylor Swift, de forma que permanecerá na mente do público por um bom tempo. Essinger também compara o álbum a tradições do rock-libertário, citando nomes como Cazuza e Renato Russo, e também menciona o toque do existencialismo romântico de Lulu Santos. Mauro Ferreira, do G1, deu quatro estrelas para o produto e considerou-o como "melhor álbum de estúdio do artista". André Luiz, do Papelpop, descreveu o álbum como um "caminho de autoconhecimento, amor-próprio, sexualidade e resultados incanceláveis, mas alcançados com muita autenticidade e trabalho". Ele destacou que o álbum retrata uma nova perspectiva madura e ambiciosa sobre as experiências de Jão.
Dora Guerra, do Estadão, avaliou o álbum com uma crítica mista, pontuando que as temáticas abordadas pelo artista estão ultrapassadas para a sua idade: "O problema é que, nesse caminho, o cantor de 28 anos se mantém em temáticas que ele próprio já deve ter ultrapassado – ainda que tenha maturidade em sua carreira e proporções de um artista de grande porte, suas músicas não expressam sua idade. Nisso, o cantor se consagra no mesmo nicho, torcendo para que seus fãs não envelheçam; e o aspecto puramente comercial de seu trabalho se sobressai, porque é difícil crer que esses sejam os temores e vivências de um artista em seus quase trinta anos." Atribuindo nota 7 de 10, o jornalista Felipe Ernani, do portal Tenho Mais Discos Que Amigos!, destaca "Sinais" e "São Paulo, 2015" como os dois pontos altos da obra, mas nota a limitação de Jão em relação ao escopo musical: "A principal crítica, aliás, vai ao fato de Jão parecer se limitar em alguns momentos. 'São Paulo, 2015', 'Escorpião' e 'Sinais' são provas de que sua voz e sua capacidade de compositor vão muito além do Pop radiofônico, a ponto de transformar instrumentais que dificilmente ecoariam em rádios do país como uma pedida certeira para qualquer um consumir."
Escrevendo para o POPline, o crítico Matheus de Carvalho avaliou positivamente o álbum, avaliando a maturidade da construção lírica do projeto, bem como a capacidade de Jão em ter criado um storytelling por cinco anos seguidos, que dão, assim, coesão ao Super: " novo compilado revela um Jão mais maduro que, depois de tantos conflitos românticos, finalmente encontrou conforto em si mesmo. O storytelling e o planejamento estratégico que se desenrolam por pelo menos 5 anos fazem de Jão um case único na cena musical nacional, uma vez que não é tão comum vermos artistas se apropriando de uma narrativa de forma continuada e tão longínqua. O novo álbum soa como um bom e velho diário de memórias, no qual o cantor nos aproxima de relações ruins e aquelas que não deram tão errado assim, através de um nível de detalhamento e descrição que exala uma perfeita ambientação e nos permite visualizar todas as cenas."
Atribuindo uma nota 85 de 100, Lucas Fagundes, do Escutai, publicou uma avaliação positiva. Vitória Roque, do Tracklist, deu nove de 10 ao trabalho.

## Prêmios e indicações
| Ano  | Prêmio                                | Categoria                                           | Resultado | Ref.   |
| ---- | ------------------------------------- | --------------------------------------------------- | --------- | ------ |
| 2023 | Prêmio Multishow de Música Brasileira | Álbum do Ano                                        | Indicado  | [ 35 ] |
| 2023 | Prêmio Multishow de Música Brasileira | Capa do Ano                                         | Indicado  | [ 35 ] |
| 2023 | Prêmio LGBT + Som                     | Melhor Álbum Nacional                               | Indicado  | [ 36 ] |
| 2024 | SEC Awards                            | Álbum/EP do Ano                                     | Venceu    | [ 37 ] |
| 2024 | SEC Awards                            | Capa do Ano                                         | Indicado  | [ 37 ] |
| 2024 | Grammy Latino                         | Melhor Álbum Pop Contemporâneo em Língua Portuguesa | Indicado  | [ 38 ] |

## Desempenho comercial
Após o lançamento, Super recebeu 8,1 milhões de streams em suas primeiras 24 horas de disponibilidade no Spotify, quebrando o recorde de maior estreia por um álbum da história do Spotify Brasil, superando Midnights, de Taylor Swift.

## Lista de faixas
Todas as faixas produzidas por Jão e Zebu.
| Super – Edição padrão |                                                |                            |         |  |
| N.º                   | Título                                         | Compositor(es)             | Duração |  |
| 1.                    | "Escorpião"                                    | Jão Pedro Tófani Zebu      | 2:29    |  |
| 2.                    | "Me Lambe"                                     | Jão Tófani Tropkillaz Zebu | 2:55    |  |
| 3.                    | "Gameboy"                                      | Jão Tófani Zebu            | 2:59    |  |
| 4.                    | "Alinhamento Milenar"                          | Jão Tófani Zebu            | 3:22    |  |
| 5.                    | "Lábia"                                        | Jão Tófani Zebu            | 2:52    |  |
| 6.                    | "Maria"                                        | Jão                        | 1:58    |  |
| 7.                    | "Julho"                                        | Jão Tófani Zebu            | 3:08    |  |
| 8.                    | "Eu Posso Ser como Você"                       | Jão Zebu                   | 2:32    |  |
| 9.                    | "Sinais"                                       | Jão Tófani Zebu            | 3:04    |  |
| 10.                   | "Se o Problema Era Você, Por Que Doeu em Mim?" | Jão Tófani Zebu            | 2:38    |  |
| 11.                   | "Locadora"                                     | Jão Tófani Zebu            | 3:10    |  |
| 12.                   | "Rádio"                                        | Jão Tófani Zebu            | 3:47    |  |
| 13.                   | "São Paulo, 2015"                              | Jão Tófani Zebu            | 2:29    |  |
| 14.                   | "Super"                                        | Jão Tófani Zebu            | 4:29    |  |
| Duração total:        | Duração total:                                 | Duração total:             | 41:49   |  |

| Super – Faixa bônus da edição em vinil |                          |                |         |  |
| N.º                                    | Título                   | Compositor(es) | Duração |  |
| 5.                                     | "Sei Que é Tarde (Demo)" |                | 1:39    |  |

## Histórico de lançamento
| Região | Data                 | Formato(s)                 | Edição | Gravadora | Ref.   |
| ------ | -------------------- | -------------------------- | ------ | --------- | ------ |
| Várias | 14 de agosto de 2023 | Download digital streaming | Padrão | Universal | [ 23 ] |
| Brasil | 31 de julho de 2024  | CD                         | Padrão | Universal | [ 42 ] |
| Brasil | 1 de julho de 2025   | Vinil                      | Padrão | Universal | [ 43 ] |